# Onze Lieve Vrouwetoren (Amersfoort)

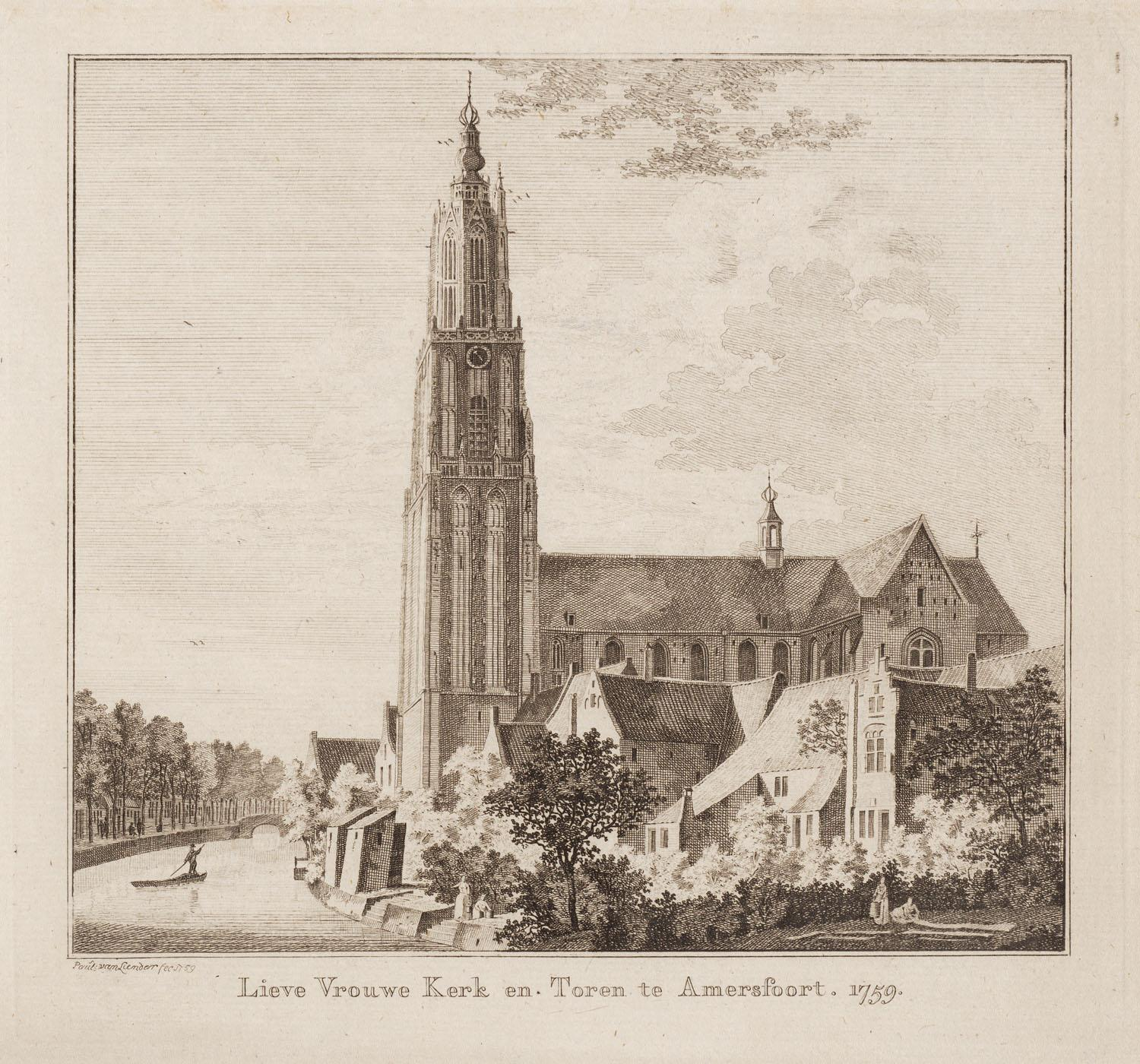
Gravure van de Onze Lieve Vrouwekerk en -toren in Amersfoort (Paul van Liender, 1759)

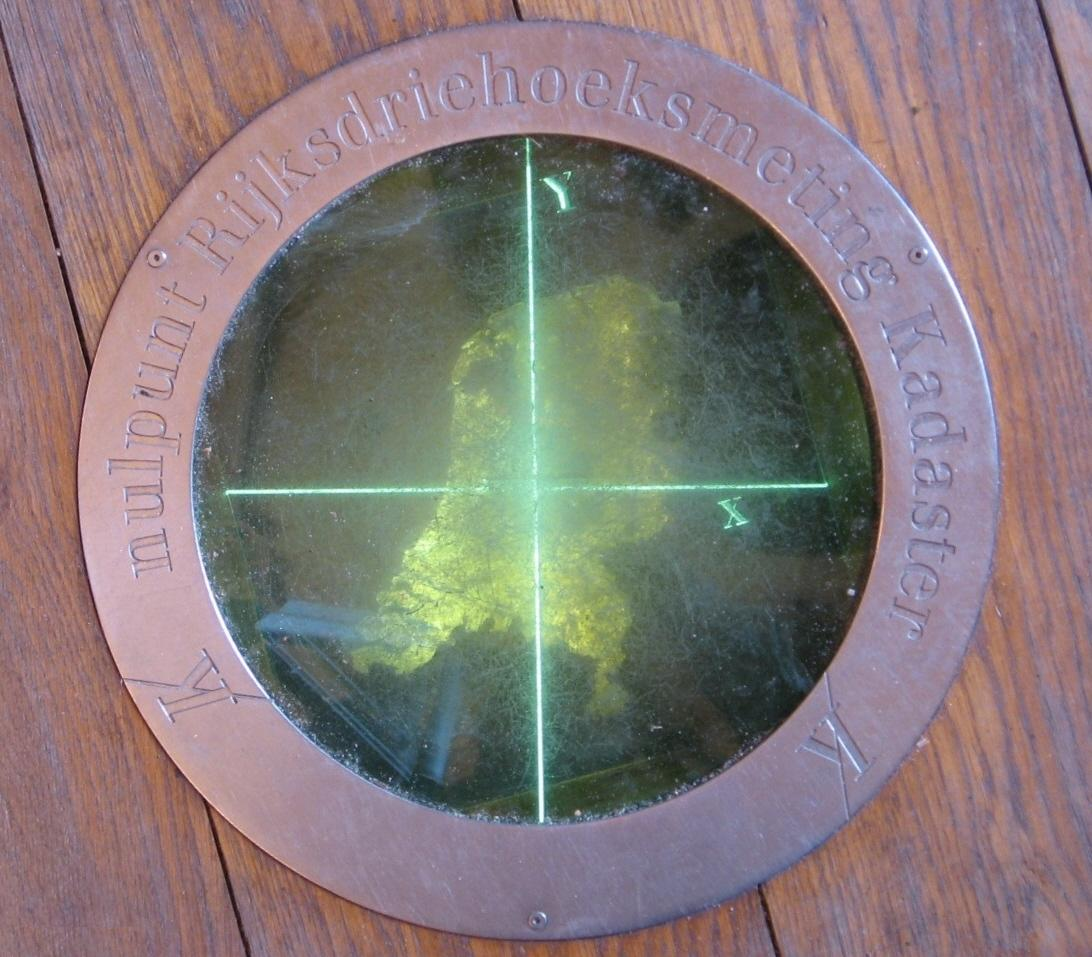
Markering in de vloer van de Onze Lieve Vrouwetoren die de oorsprong van het Nederlandse RD-coördinatenstelsel aangeeft

De Onze Lieve Vrouwetoren is een kerktoren in Amersfoort. Het laatgotische bouwwerk is 98,33 meter hoog (gemeten tot aan de haan) en reikt hoog boven de binnenstad uit. Het is daarmee een van de meest in het oog springende monumenten in de stad en is op twee na de hoogste kerktoren in Nederland. Enkel De Domtoren van Utrecht en de Nieuwe Kerk van Delft meten een hogere top. De toren heeft de bijnaam "Lange Jan". Oorspronkelijk hoorde de toren bij een in de 18e eeuw verdwenen kerk. De toren is het centrale punt van de Nederlandse kaartprojectie van de Rijksdriehoeksmeting (met coördinaten +155 000 m +463 000 m).

## Geschiedenis
De eerste kapel op deze plaats werd in de veertiende eeuw gebouwd. Deze werd in de vijftiende eeuw vergroot tot een driebeukige kruiskerk. Wanneer de toren precies werd gebouwd, is niet bekend. Men neemt aan dat de bouw kort na het Mirakel van Amersfoort in 1444 is begonnen en omstreeks 1470 werd afgerond. De officiële gegevens van de bouw gingen verloren in 1579 toen de protestanten tijdens de reformatie en de beeldenstorm grote delen van het archiefmateriaal vernietigden. De protestanten namen de toren, die toen nog verbonden was met een kerk, over van de katholieken.
Na de overname door de protestanten werd de kerk ook voor andere doelen gebruikt. Bijvoorbeeld als opslagplaats voor buskruit en als laboratorium waar granaten werden gevuld. Door onvoorzichtigheid van een medewerker van het laboratorium ontplofte de kerk in 1787. Daarbij vielen zeventien doden. De kerk raakte bij de explosie zwaar beschadigd en in 1806 werd besloten om de ruïne af te breken. Na opgravingen en herinrichting van het Lieve Vrouwekerkhof in 1986 is de omtrek van de kerk in het plaveisel aangegeven. In 1804 is bovendien de spits van de toren verbrand (niet voor het eerst; ook in 1651 is dat al eens gebeurd), waarna ze in gewijzigde vorm werd hersteld.
De toren is meermalen gerestaureerd, de laatste keren in 1912–1932, 1965–1970 en 1993–1996.

## Architectuur
Zoals veel kerktorens in de provincie Utrecht is de Onze Lieve Vrouwetoren geïnspireerd op de Domtoren in Utrecht. Van al deze torens benadert hij het origineel nog het meest.
De toren bestaat uit twee vierkante geledingen van baksteen en natuursteen voorzien van steunberen, een zandstenen achtkantige lantaarn en een houten bekroning. Deze bekroning kwam tot stand nadat de oorspronkelijke naaldspits in 1547 verloren ging. Het silhouet van de toren met het traptorentje tegen de lantaarn wordt wel gezien als een symbool van Maria met het kindje Jezus.
In 2014 werden de houten entreedeuren van de toren vervangen door de bronzen Pelgrimsdeur van Eric Claus.

## Klokken

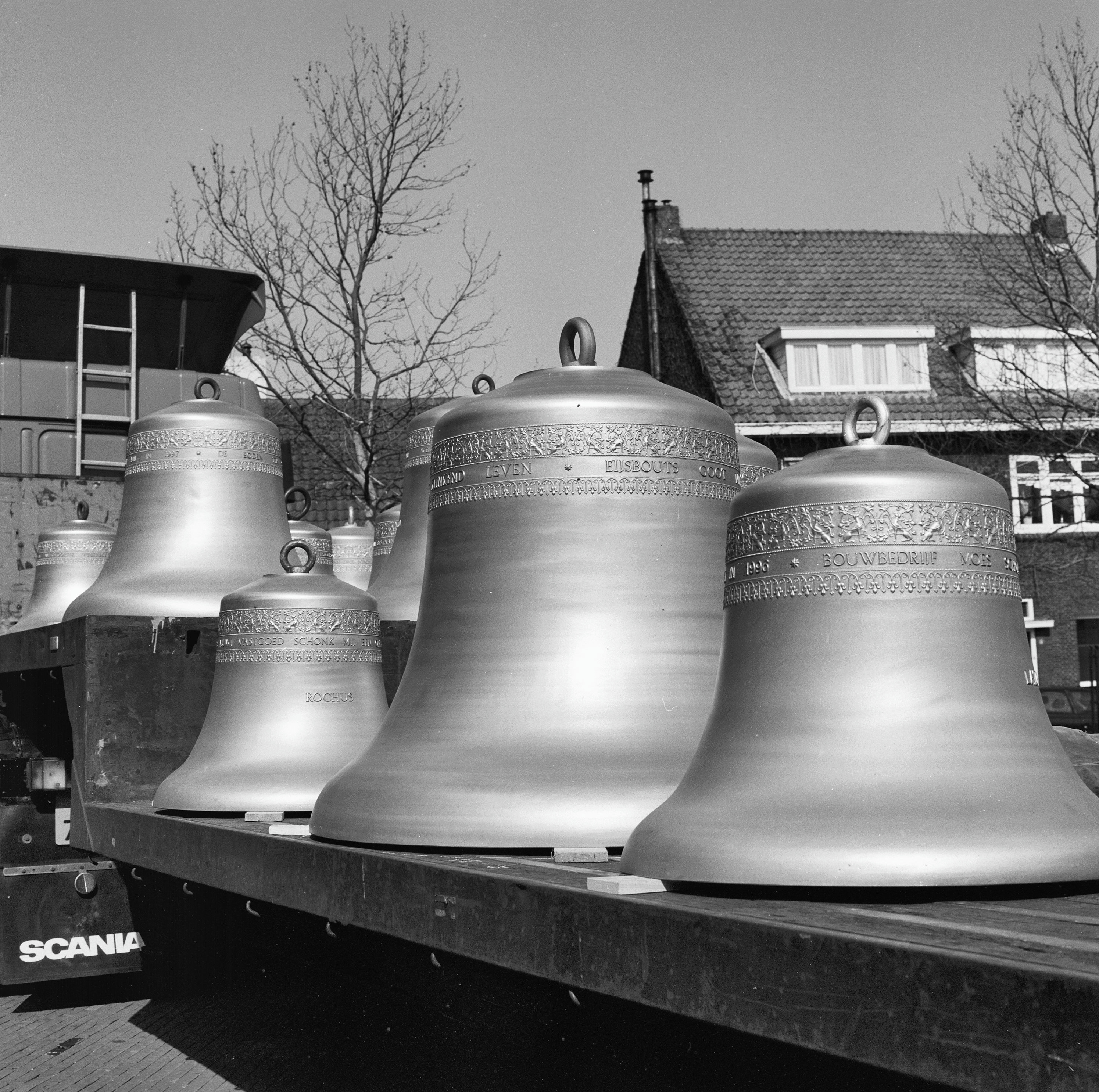
Enkele van de klokken

Bijzonder is dat de toren twee carillons heeft. Het oudste is in de jaren 1659 tot 1664 gegoten door de gebroeders Hemony en telt 35 klokken; het nieuwe heeft 58 klokken en is in 1997 vervaardigd door de Koninklijke Klokkengieterij Eijsbouts. Nadat Amersfoort eeuwenlang een officiële stadsbeiaardier in dienst heeft gehad is deze functie in 1995 afgeschaft. De carillons op de Onze Lieve Vrouwetoren worden bespeeld door verschillende beiaardiers onder wie leraren en studenten van de in Amersfoort gevestigde Nederlandse Beiaardschool.
Behalve de carillons hangen er sinds 2000 ook zeven luidklokken in de toren, gemaakt door de firma Hanns Martin Rincker in het Duitse Sinn. Zij hebben een gezamenlijk gewicht van een kleine 7000 kilo.
Deze klokken worden op de eerste zaterdag van de maand, voorafgaand aan zomerconcerten en tijdens bijzondere (feest)dagen, zoals Koningsdag en 4 mei, geluid door het in 2002 opgerichte Amersfoortse klokkenluidersgilde "Het Zevengelui".

## Verlichting
De Stichting Stralend Middelpunt Nederland startte in 2013 een crowdfundingsactie om geld in te zamelen voor nieuwe verlichting van de Onze Lieve Vrouwetoren. De lampen die de toren tot dan toe verlichtten waren niet meer toegestaan en afgeschreven en moesten worden vervangen. Lichtontwerper Jeroen Jans maakte een ontwerp voor een lichtkunstwerk. Het project is in 2014 gerealiseerd en bestaat uit 132 led-armaturen die de toren van buiten- en binnenuit verlichten. De nieuwe verlichting werd op 1 november 2014 in gebruik genomen.
Onderdeel van de nieuwe verlichting is een herinneringslantaarn. De lantaarn is het opengewerkte gotische deel van de toren. Dit deel zal 's nachts, wanneer de overige verlichting is uitgeschakeld, blijven branden als een herinnering aan overledenen.

## Landmeetkunde
Omdat de toren van veraf te zien is en redelijk centraal in Nederland ligt is de spits van de toren tijdens de van 1885 tot 1930 door de Rijkscommissie voor Graadmeting en Waterpassing uitgevoerde Rijksdriehoekmeting gekozen als oorsprong voor het Nederlandse coördinatenstelsel. Hierbij zijn hoekmetingen uitgevoerd van en naar andere eersteordepunten Dom van Utrecht, Grote of Sint-Vituskerk (Naarden), Torenberg, Signaal Imbosch, Cunerakerk (Rhenen) en tweedeordepunten. Hoewel na de herziening in de periode 1960-1978 om praktische redenen niet meer de waarden (0; 0) als coördinaten maar (+155 000 m +463 000 m) gebruikt worden, is dit nog altijd het middelpunt van de Nederlandse kaartprojectie die ten grondslag ligt aan de Rijksdriehoekscoördinaten van het Kadaster.
Coördinaten O.L. Vrouwetoren Amersfoort, Puntnummer 329101, 01 Stang boven knop.: 154999,8437 m; 462999,8758 m

## Legende
Over de aanleiding voor de bouw van de Onze Lieve Vrouwetoren doet al eeuwenlang een legende de ronde. Een meisje genaamd Geertje Arends uit Nijkerk zou in het jaar 1444 een pijpaarden Mariabeeldje in de buitengracht (tegenwoordig Scheltussingel) van Amersfoort hebben gegooid, omdat ze het te lelijk vond om het als cadeau aan de moeder-overste van het Agnietenklooster aan te bieden. Daar wilde zij in dienst treden. Het aanbieden van een cadeau was daarbij gebruikelijk.
Op Kerstmis kreeg een dienstmeid met de naam Margriet Alberts een visioen: Maria vertelde haar dat ze het beeldje uit het water moest halen. In het begin geloofde ze zichzelf niet en er waren nog twee visioenen nodig om haar zo ver te krijgen het beeldje op te vissen. Aangekomen op de plek die Maria haar had aangeduid, vond ze het Mariabeeldje ongeschonden, precies waar Geertje het had weggegooid. Ze nam het beeldje mee naar huis en onmiddellijk begonnen de eerste wonderen zich te openbaren: de kaarsen die Margriet bij het beeldje had neergezet brandden niet meer op. Haar biechtvader nam het beeldje mee naar zijn kapel en vanaf dat moment kwam de bedevaart in Amersfoort op gang.
Amersfoort groeide snel uit tot een van de populairste bedevaartsoorden in de Noordelijke Nederlanden. De pelgrims brachten zoveel geld in dat besloten werd de aanvankelijk kleine kapel te vergroten. Korte tijd later werd besloten ook een hoge toren te bouwen. Volgens de legende symboliseert de toren de Moeder Gods en het uitgebouwde traptorentje tegen de lantaarn het Christuskind.
Na de Reformatie (rond 1579) bleef de verering op beperktere schaal bestaan, tot de stadsoverheid in 1720 ingreep, waarschijnlijk omdat de Vrouwevaert betrokken was bij de kerkscheuring in de Rooms-Katholieke Kerk (het Utrechts Schisma). Een replica van het beeldje en toebehoren bevinden zich sinds die tijd in de oudkatholieke kerk.
In 1933 is door rooms-katholieken het Onze Lieve Vrouwegilde opgericht, dat sindsdien weer een jaarlijkse ommegang organiseert op de zaterdag acht dagen voor Pinksteren. Begin jaren zestig liep de belangstelling terug. Sindsdien is het aantal deelnemers weer gestegen; het is tegenwoordig vrij stabiel met enkele honderden mensen.